# Association des constructeurs européens de motocycles
Pour les articles homonymes, voir Acem.
L’Association des constructeurs européens de motocycles (ACEM) défend les intérêts des constructeurs de deux roues, moto et scooter, en Europe. Elle est notamment connue[source secondaire nécessaire] pour un rapport sur l’accidentologie des deux-roues intitulé MAIDS (Motorcycle accidents in depth study, étude approfondie des accidents de moto) réalisé sur trois ans[Lesquels ?] en collaboration avec notamment l’INRETS[réf. souhaitée].